# Dan Morse
Dan Morse (ur. 23 lutego 1938 w Houston, zm. 21 marca 2023) – amerykański brydżysta, World International Master oraz Senior Life Master (WBF).
Dan Morse z wykształcenia był farmaceutą.

## Działalność w organizacjach brydżowych
Dan Morse pełnił szereg funkcji w organizacjach brydżowych:
- 1996-2002 Członek Zarządu WBF;
- 2002-2010 Honorowy Sekretarz Zarządu WBF;
- 2010-2010 Członek Zarządu WBF;
- 2007-2010 Członek Komitetu Przyjęć, Stref i Infrastruktury WBF;
- 2009-2010 Członek Komisji Antydopingowej WBF;
- 2004-2007 Członek Komitetu Antydopingowego WBF;
- 1997-2012 Członek Komisji Odwoławczej WBF;
- 2006-2012 Członek Komisji Poświadczeń WBF;
- 2006-2007 Członek Panelu Przesłuchań Komitetu Antydopingowego WBF;
- 1998-2010 Członek Komisji Finansów WBF;
- 1997-2010 Członek Komitetu Łącznikowego z MKOL;
- 1997-2010 Członek Komisji Prawnej WBF;
- 2010 Członek Komitetu Zarządzającego WBF;
- 1998-2010 Członek Komisji Punktów Mistrzowskich;
- 2001-2010 Przewodniczący Komisji Medycznej WBF;
- 2006-2010 Członek Komitetu Zasad i Regulaminów;
- 2003-2012 Członek Komitetu Seniorów WBF;
- 1997-2010 Członek Komitetu Systemów WBF;
- 2007-2010 Członek Komisji Młodzieżowej WBF;
- 2003-2010 Delegat Rady Dyrektorów ACBL do WBF;
- 2005-2007 Członek Rady Dyrektorów ACBL;
- 2008-2008 Prezydent Rady Dyrektorów ACBL;
- 2009 Członek Rady Dyrektorów ACBL;

Dan Morse w latach 1997–2008 wielokrotnie był członkiem Komisji Odwoławczych na zawodach organizowanych przez WBF.
W latach 1976–1992 Dan Morse wielokrotnie pełnił funkcję niegrającego kapitana drużyn amerykańskich.

## Wyniki brydżowe

### Olimpiady
Na olimpiadach uzyskał następujące rezultaty:
| Olimpiady Brydżowe. Zawody teamów | Olimpiady Brydżowe. Zawody teamów | Olimpiady Brydżowe. Zawody teamów   | Olimpiady Brydżowe. Zawody teamów | Olimpiady Brydżowe. Zawody teamów | Olimpiady Brydżowe. Zawody teamów |
| Rok                               | Miejsce                           | Zawody                              | Kategoria                         | Drużyna                           | Pozycja                           |
| --------------------------------- | --------------------------------- | ----------------------------------- | --------------------------------- | --------------------------------- | --------------------------------- |
| 2000                              | Maastricht                        | 11. Olimpiada Brydżowa              | Seniorzy                          | USA                               | 1                                 |
| 1998                              | Lozanna                           | 1 Mistrzostwa o Wielką Nagrodę MKOL | Open                              | USA                               | 3                                 |

### Zawody światowe
W światowych zawodach zdobył następujące lokaty:
| Mistrzostwa Świata. Konkurencja teamów | Mistrzostwa Świata. Konkurencja teamów | Mistrzostwa Świata. Konkurencja teamów  | Mistrzostwa Świata. Konkurencja teamów | Mistrzostwa Świata. Konkurencja teamów | Mistrzostwa Świata. Konkurencja teamów |
| Rok                                    | Miejsce                                | Zawody                                  | Kategoria                              | Drużyna                                | Pozycja                                |
| -------------------------------------- | -------------------------------------- | --------------------------------------- | -------------------------------------- | -------------------------------------- | -------------------------------------- |
| 2011                                   | Veldhoven                              | 40. Mistrzostwa Świata Teamów           | Open                                   | USA 1                                  | 4                                      |
| 2010                                   | Filadelfia                             | 13. Seria Mistrzostw Świata             | Seniorzy                               | Wolff                                  | 33                                     |
| 2009                                   | São Paulo                              | 39 Mistrzostwa Świata Teamów            | Seniorzy                               | USA 1                                  | 5                                      |
| 2007                                   | Szanghaj                               | 38 Mistrzostwa Świata Teamów            | Seniorzy                               | USA 1                                  | 3                                      |
| 2006                                   | Werona                                 | 12. Mistrzostwa Świata                  | Seniorzy                               | Wolff                                  | 21                                     |
| 2005                                   | Estoril                                | 37. Mistrzostwa Świata Teamów           | Trans                                  | Kirkham                                | 48                                     |
| 2003                                   | Monte Carlo                            | 36 Mistrzostwa Świata Teamów            | Open                                   | USA 2                                  | 3                                      |
| 2002                                   | Montreal                               | 11 Mistrzostwa Świata                   | Open                                   | Morse                                  | 33                                     |
| 2001                                   | Paryż                                  | 35. Mistrzostwa Świata Teamów           | Trans                                  | Wild Avsky                             | 38                                     |
| 2001                                   | Paryż                                  | 35 Mistrzostwa Świata Teamów            | Seniorzy                               | USA 1                                  | 4                                      |
| 2000                                   | Maastricht                             | 11. Olimpiada Brydżowa                  | Miksty                                 | Retek                                  | 38                                     |
| 1997                                   | Hammamet                               | 33. Mistrzostwa Świata Teamów           | Trans                                  | Morse                                  | 63                                     |
| 1996                                   | Rodos                                  | 1. Mistrzostwa Świata Teamów Mikstowych | Miksty                                 | Cheek                                  | 34                                     |
| 1994                                   | Albuquerque                            | 9 Mistrzostwa Świata                    | Open                                   | Rapee                                  | 17                                     |
| 1990                                   | Genewa                                 | 8 Mistrzostwa Świata                    | Open                                   | Rapee                                  | 3                                      |
| 1982                                   | Biarritz                               | 6 Mistrzostwa Świata                    | Open                                   | Morse                                  | 45                                     |
| 1978                                   | Nowy Orlean                            | 5 Mistrzostwa Świata                    | Open                                   | Hamman                                 | 3                                      |

| Mistrzostwa Świata. Konkurencja par | Mistrzostwa Świata. Konkurencja par | Mistrzostwa Świata. Konkurencja par | Mistrzostwa Świata. Konkurencja par | Mistrzostwa Świata. Konkurencja par | Mistrzostwa Świata. Konkurencja par |
| Rok                                 | Miejsce                             | Zawody                              | Kategoria                           | Partner                             | Pozycja                             |
| ----------------------------------- | ----------------------------------- | ----------------------------------- | ----------------------------------- | ----------------------------------- | ----------------------------------- |
| 2010                                | Filadelfia                          | 13 Mistrzostwa Świata               | Miksty                              | Betty Ann Kennedy                   | 266                                 |
| 2010                                | Filadelfia                          | 13. Mistrzostwa Świata              | Seniorzy                            | John Sutherlin                      | 17                                  |
| 2002                                | Montreal                            | 11 Mistrzostwa Świata               | Open                                | Hugh Ross                           | 88                                  |
| 1998                                | Lille                               | 10 Mistrzostwa Świata               | Miksty                              | Jo Morse                            | 212                                 |
| 1998                                | Lille                               | 10 Mistrzostwa Świata               | Open                                | Adam Wildavsky                      | 45                                  |
| 1986                                | Miami Beach                         | 7. Mistrzostwa Świata               | Open                                | John Sutherlin                      | 7                                   |
| 1982                                | Biarritz                            | 2 Mistrzostwa Świata                | Open                                | Robert Nail                         | 37                                  |

| Mistrzostwa Świata. Konkurencja indywidualna | Mistrzostwa Świata. Konkurencja indywidualna | Mistrzostwa Świata. Konkurencja indywidualna | Mistrzostwa Świata. Konkurencja indywidualna | Mistrzostwa Świata. Konkurencja indywidualna | Mistrzostwa Świata. Konkurencja indywidualna |
| Rok                                          | Miejsce                                      | Zawody                                       | Kategoria                                    | Pozycja                                      |                                              |
| -------------------------------------------- | -------------------------------------------- | -------------------------------------------- | -------------------------------------------- | -------------------------------------------- | -------------------------------------------- |
| 1998                                         | Ajaccio                                      | 4. Indywidualne Mistrzostwa Świata           | Open                                         | 25                                           |                                              |

## Klasyfikacja
- Dan Morse – klasyfikacja WBF (ang.)